# Strange Brew (película)
Strange Brew (también conocida como The Adventures of Bob & Doug McKenzie: Strange Brew) es una película de comedia canadiense de 1983, protagonizada por los populares personajes de SCTV Bob y Doug McKenzie, interpretados por Dave Thomas y Rick Moranis, que también fueron codirectores. Las coestrellas incluyen a Max von Sydow, Paul Dooley, Lynne Griffin y Angus MacInnes.
Basada en elementos de Hamlet de Shakespeare, la mayor parte de la película se rodó en Toronto en locaciones como Scarborough, Kitchener y Hamilton. También se filmaron partes en Prince George, en la Columbia Británica.

## Sinopsis
Dos hermanos desempleados, Bob y Doug McKenzie (Rick Moranis y Dave Thomas), colocan un ratón vivo en una botella de cerveza en un intento de chantajear a la tienda de cerveza local para que les den cerveza Elsinore gratis, pero se les dice que traten el asunto con la gerencia en la cervecería Elsinore. Los hermanos reciben trabajos en la línea de embotellado para inspeccionar ratones en las botellas.
Mientras tanto, el malvado Brewmeister Smith (Max von Sydow) está perfeccionando un plan secreto para conquistar el mundo colocando una droga de control mental en la cerveza Elsinore que, al tiempo que hace que el consumidor sea dócil, también lo hace atacar a otros cuando ciertos tonos musicales son reproducidos Smith prueba esta cerveza adulterada en pacientes del vecino Royal Canadian Institute for Mentally Insane, que está conectado a la cervecería a través túneles. Bob y Doug se enteran de que el antiguo propietario de la cervecería, John Elsinore, murió recientemente en circunstancias misteriosas y que su hija Pam (Lynne Griffin) recibió el control total de la cervecería Elsinore. 

## Reparto
- Dave Thomas es Doug McKenzie.
- Rick Moranis es Bob McKenzie.
- Max von Sydow es Brewmeister Smith.
- Lynne Griffin es Pam Elsinore.
- Angus MacInnes es Jean "Rosie" LeRose.
- Paul Dooley es Uncle Claude.
- Mel Blanc es voz del padre McKenzie.
- Tom Harvey es el inspector.
- Douglas Campbell es Henry Green.
- Len Doncheff es Jack Hawkland.
- Buddy the Dog es Hosehead.
- Chris Benson es Hospital Orderly.